# Миямото, Карин
Карин Миямото (яп. 宮本 佳林 Миямото Карин, род. 1 декабря 1998 года в префектуре Тиба, Япония) — японский идол и певица. В Hello Pro Egg с ноября 2011 года, участница гёрл-группы Juice=Juice с февраля 2013 года.

## Биография
Стала членом Hello Pro Egg в ноябре 2008 года по результатам прослушивания, на котором исполнила песню группы Cute «Okoi na Ai de Motenashite».
В 2010 году отказалась принимать участие в прослушиваниях 9-го поколения в группу Morning Musume.
В 2011 году отказалась принимать участие в прослушиваниях 2-го поколения в S/mileage и 10-го поколения в Morning Musume.
В 2012 году отказалась принимать участие в прослушиваниях 11-го поколения в Morning Musume.
В феврале 2013 года была включена в состав создаваемой из участниц Hello Pro Kenshusei новой группы Juice=Juice.

## Группы и подгруппы Hello! Project
- Hello Pro Egg / Hello Pro Kenshusei (2008—2013)
- Shin Minimoni (2009)
- Reborn Eleven (2011)
- Juice=Juice (2013 — наст. вр.)
- Jurin (2013 — наст. вр.)

## Дискография
Список релизов группы Juice=Juice см. в статье «Juice=Juice» (§ «Дискография»).

### DVD/Blu-ray
| № | Название                                             | Дата выхода  | Чарты  | Чарты      | Лейбл / Примечания                                     |
| № | Название                                             | Дата выхода  | JP DVD | JP Blu-ray | Лейбл / Примечания                                     |
| - | ---------------------------------------------------- | ------------ | ------ | ---------- | ------------------------------------------------------ |
| 1 | Greeting: Miyamoto Karin (яп. Greeting 〜宮本佳林〜) | 3 марта 2014 |        |            | Up-Front Works серия e-Hello! (огр. издание e-LineUP!) |
| 2 | KArin                                                | 16 июля 2014 | 58     |            | Up-Front Works / Hachama                               |
| 3 | Karin wa 16sai (яп. かりんは16歳)                    | 22 июля 2015 |        | 76         | Up-Front Works / Hachama                               |

### Фотокниги
- Karin (яп. 佳林) (12 июня 2014, Wani Books, фотограф: Коки Нисида)[8][9]
- Karin Sixteen (яп. Karin sixteen) (25 мая 2015, Wani Books)[10]